# Чимкурганское водохранилище
Чимкурганское водохранилище (узб. Chimqoʻrgʻon suv ombori) — русловое водохранилище, сооружённое в 1960 году. Узбекистан, Кашкадарьинская область. Расположено в русле реки Кашкадарья.

## Характеристики
Максимальная его площадь — 49,2 км², объём — 0,5 км³, глубина — 28 м. При минимальном наполнении площадь сокращается до 11 км², объём — до 10 млн м³, глубина не превышает 12 м.
Водохранилище тепловодно. Максимальная температура воды, 29,5 °C, была зафиксирована в июне.